# Magerictis
Magerictis imperialensis
Genre
Espèce
Magerictis est un genre fossile de mammifères de la sous-famille des Ailurinae (famille des Ailuridae). Selon Paleobiology Database en 2023, le genre est resté monotypique et la seule espèce et espèce type est Magerictis imperialensis.

## Présentation
Ses restes fossiles ont été découverts dans la région de Madrid en Espagne, dans le Miocène moyen (Langhien), soit il y a environ entre 15,98 et 13,82 millions d'années.

## Liste d'espèces
Selon Paleobiology Database (8 mai 2019) :
- Magerictis imperialensis

## Publication originale
- (fr + en) Léonard Ginsburg, Jorge Morales, Dolores Soria et Esther Herraez, « Découverte d'une forme ancestrale du Petit Panda dans le Miocène moyen de Madrid (Espagne). Discovery of an ancestor of the lesser panda in the Middle Miocene of Madrid (Spain) », Comptes Rendus de l'Académie des Sciences - Series IIA - Earth and Planetary Science, vol. 325, no 6,‎ septembre 1997, p. 447-451 (DOI 10.1016/S1251-8050(97)81163-9).